# 오타키역 (야마가타현)
오타키역(일본어: 大滝駅)은 일본 야마가타현 모가미군 마무로가와정에 위치한 동일본 여객철도 오우 본선의 철도역이다. 단선 승강장 1면 1선의 구조를 갖춘 지상역이다.

## 역 주변
- 오타키 간이 우체국

## 역사
- 1912년 11월 1일 : 오타키 신호장으로서 개업.
- 1941년 9월 20일 : 역으로 승격, 오타키역 개업.
- 1975년 8월 6일 : 집중 호우에 의한 토사 붕괴가 발생해, 정차 중의 급행 '쓰가루 2호'가 말려들어, 승객 1명 사망.
- 1987년 4월 1일 : 일본국유철도 분할 민영화에 의해, 동일본 여객철도가 승계.
- 2004년 4월 1일 : 간이 위탁을 폐지, 무인화.
- 2010년 3월 28일 : 신역사 완성.

## 인접 역
| 동일본 여객철도 오우 본선 | 동일본 여객철도 오우 본선 | 동일본 여객철도 오우 본선 |
| ------------------------- | ------------------------- | ------------------------- |
| 가마부치 신조 방면        | ■ 오우 본선               | 노조키 아키타 방면        |